# Aprasia repens
Espèce
Synonymes
- Ophioseps repens Fry, 1914

Aprasia repens est une espèce de geckos de la famille des Pygopodidae.

## Répartition
Cette espèce est endémique d'Australie-Occidentale.

## Publication originale
- Fry, 1914 : On a collection of reptiles and batrachians from Western Australia. Records of Western Australian Museum, vol. 1, p. 174-210.